# Broadway Therapy
Pour plus de détails, voir Fiche technique et Distribution.
Broadway Therapy (She's Funny That Way) est une comédie dramatique américaine réalisée par Peter Bogdanovich, sortie en 2014.
Sorti treize ans après son précédent film Un parfum de meurtre, il s'agit du dernier long métrage de fiction du réalisateur, avant sa mort en 2022.

## Synopsis
Izzy est une ancienne prostituée devenue comédienne à Broadway. Les deux aspects de son existence se percutent souvent.
Arnold Albertson, metteur en scène à Broadway, s'offre les services d'Izzy, alors qu'il est marié à Delta Simmons, star de sa nouvelle pièce Une soirée en Grèce. Le dramaturge Joshua Fleet, tombe aussi amoureux d'Izzy, bien qu'il sorte avec sa psychologue Jane, dont la mère alcoolique est en centre de désintoxication.

## Fiche technique
- Titre original : She’s Funny That Way
- Titre français : Broadway Therapy
- Titre québécois : Tout finit par se savoir
- Réalisation : Peter Bogdanovich
- Scénario : Peter Bogdanovich et Louise Stratten
- Direction artistique : Ryan Heck
- Décors : Jane Musky
- Costumes : Peggy A. Schnitzer
- Photographie : Yaron Orbach
- Montage : Nick Moore et Pax Wassermann
- Musique : Ed Shearmur
- Production : Wes Anderson et Noah Baumbach
  - Producteurs délégués : Christa Campbell, Lati Grobman, George J. Steiner Jr., Jacob Pechenik et Jeff Rice
- Sociétés de production : Lagniappe Films et Venture Forth
- Sociétés de distribution : Lionsgate
- Pays de production :  États-Unis
- Langue originale : anglais
- Format : couleur
- Genre : comédie dramatique
- Durée : 93 minutes
- Dates de sortie[1] :
  - Italie : 29 août 2014 (Mostra de Venise 2014)
  - France : 22 avril 2015
  - États-Unis : 1er mai 2015

## Distribution
Sauf indication contraire, les informations mentionnées dans cette section peuvent être confirmées par la base de données cinématographiques IMDb,  présente dans la section « Liens externes ».
- Imogen Poots (VF : Karine Foviau ; VQ : Stéfanie Dolan) : Isabella « Izzy » Patterson / Glo Stick
- Owen Wilson (VF : Lionel Tua ; VQ : Antoine Durand) : Arnold Albertson / Derek Thomas[N 2]
- Jennifer Aniston (VF : Dorothée Jemma ; VQ : Isabelle Leyrolles) : Jane Claremont
- Will Forte (VF : Olivier Augrond ; VQ : François Trudel) : Joshua Fleet
- Kathryn Hahn (VF : Laura Blanc ; VQ : Viviane Pacal) : Delta Simmons
- Rhys Ifans (VF : Jean-Michel Fête ; VQ : Thiéry Dubé) : Seth Gilbert
- Illeana Douglas (VF : Déborah Perret ; VQ : Élise Bertrand) : Judy, la journaliste
- Richard Lewis[2] (VF : Patrick Béthune) : Al Patterson, le père d'Izzy
- Cybill Shepherd (VF : Annie Sinigalia) : Nettie Patterson, la mère d'Izzy
- Debi Mazar (VF : Sophie Riffont ; VQ : Anne Bédard) : Vicky, la maquerelle d'Izzy
- Austin Pendleton (VF : Patrick Préjean ; VQ : Yves Massicotte) : le juge Pendergast
- George Morfogen (VF : Denis Boileau) : Harold Fleet, le père de Joshua
- Tovah Feldshuh (VF : Catherine Artigala) : Miriam Pendergast
- Ahna O'Reilly (VF : Dorothée Pousséo) : Elizabeth, une ancienne prostituée
- Jennifer Esposito (VF : Angèle Humeau) : Margie
- Lucy Punch (VF : Edwige Lemoine) : Kandi, la prostituée blonde avec l'accent russe
- Joanna Lumley (VF : Frédérique Tirmont) : Vivian Claremont, la mère de Jane (voix)
- Peter Cormican (VF : Philippe Dumond) : le père de Delta
- Polly Adams (VF : Catherine Artigala) : la mère de Delta
- John Robinson : Andre (non crédité)
- John Tormey : le vendeur de hot-dog (non crédité)

Caméos
- Graydon Carter[3] (VF : Philippe Dumond) : le chauffeur de la limousine
- Melanie Hill : la réceptionniste de l'hôtel
- Jake Hoffman : le groom de l'hôtel
- Tatum O'Neal[4] : une serveuse
- Colleen Camp[5] (VF : Catherine Artigala) : CeCe
- Michael Shannon[6] (VF : David Krüger) : l'agent de sécurité de Macy
- Quentin Tarantino[7] (VF : Jean-Philippe Puymartin) : Quentin Tarantino[8]

 Source et légende : version française (VF) sur RS Doublage et selon le carton du doublage français sur le DVD zone 2.

## Production

### Développement
Le film repose sur un script écrit à la fin des années 1990 par Peter Bogdanovich et son épouse de l'époque, Louise Stratten. L'idée de départ repose sur une anecdote intervenue pendant le tournage de Jack le Magnifique en 1978 à Singapour : alors que des prostituées locales avaient été engagées pour faire de la figuration, Bogdanovich avait gonflé le cachet de deux d'entre elles, avec lesquelles il avait sympathisé, pour leur permettre d'arrêter la prostitution. Le script s'appelait alors Squirrel to the Nuts, une expression reprise de La Folle Ingénue d'Ernst Lubitsch, et Bogdanovich envisageait pour les rôles principaux John Ritter (Arnold), Cybill Shepherd et Louise Stratten (Izzy). John Ritter avait déjà été un des acteurs principaux de Et tout le monde riait, où jouait aussi Dorothy Stratten, la sœur de Louise. À la suite de la mort de Ritter en 2003, le projet fut abandonné, avant de redevenir d'actualité quand les réalisateurs Wes Anderson et Noah Baumbach, des admirateurs de l'œuvre de Bogdanovich, décidèrent d'aider ce dernier à tourner un nouveau long métrage, en en étant les producteurs délégués.

### Attribution des rôles
Peter Bogdanovich décida de réécrire le rôle d'Arnold pour Owen Wilson, un collaborateur régulier de Wes Anderson, ce qui nécessita de passer d'un comique à dominante physique, adapté au style de John Ritter, à quelque chose de plus verbal. Le tournage avait été prévu pour 2010. La distribution aurait alors été complétée par Olivia Wilde (Jane Claremont, la thérapeute) et Brie Larson (Izzy), Jason Schwartzman étant en négociation pour jouer Joshua. Le tournage fut finalement reporté, et seul Owen Wilson resta de cette distribution d'origine.
Une nouvelle tentative de tourner le film fut programmée pour 2013. C'est dans cette perspective que Jennifer Aniston fut approchée pour le rôle de Delta, l'épouse d'Arnold, mais elle indiqua préférer interpréter Jane, suggérant également Kathryn Hahn pour le personnage de Delta. Cybil Shepherd, l'ancienne compagne de Bogdanovich, et Eugene Levy devaient jouer les parents d'Izzy (Richard Lewis remplaçant Eugene Levy par la suite). Le rôle majeur d'Izzy ne fut en revanche pourvu qu'à la toute dernière minute, Imogen Poots n'étant annoncée pour le personnage que plusieurs jours après le début du tournage en juillet 2013, de même que Will Forte pour Joshua.
On retrouve dans des petits rôles et des caméos plusieurs anciens collaborateurs de Bogdanovich, comme Tatum O'Neal (fille de Ryan O'Neal), Joanna Lumley (notamment connue pour la série Chapeau melon et bottes de cuir) ou Colleen Camp.

### Tournage
Le tournage débute le 11 juillet 2013 à New York.

## Distinctions

### Sélections
- Mostra de Venise 2014 : hors compétition